# Großbreitenbach
Großbreitenbach é uma cidade da Alemanha localizada no distrito de Ilm-Kreis, estado da Turíngia.

## História
Großbreitenbach foi a sede do antigo verwaltungsgemeinschaft de Großbreitenbach. Os antigos municípios de Altenfeld, Böhlen, Friedersdorf, Gillersdorf, Herschdorf, Neustadt am Rennsteig e Wildenspring foram incorporados a Großbreitenbach em janeiro de 2019.
|  |